# آداموو، شهرستان ایواوا
اداموا، بخش لیاوا (به لاتین: Adamowo, Iława County) در لهستان است که در warmian-masurian voivodeship واقع شده‌است.

## خصوصیات
اداموا ۱۱۰ نفر جمعیت دارد.